# Sueiro Belfaguer

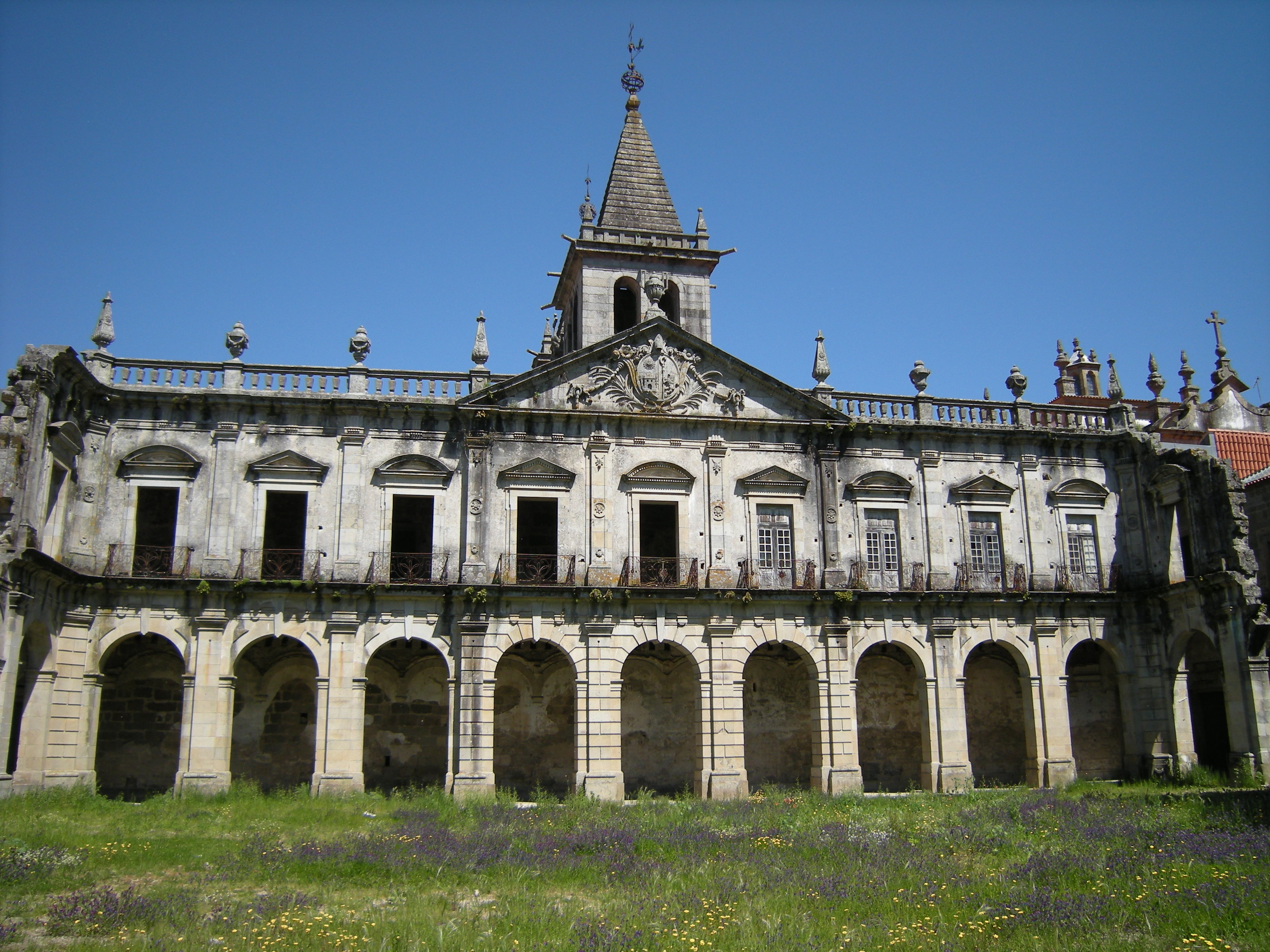
Claustro inacabado do Mosteiro de Santa Maria de Pombeiro

D. Sueiro Belfaguer (875 - 925) foi um Cavaleiro medieval peninsular com origem nos povos Godos. Foi o 1º Senhor da Casa de Sousa no Condado Portucalense.

## Biografia
A origem familiar de D. Sueiro está entre as mais antigas que é possível encontrar nos antigos territórios da Península Ibérica que deram origem ao Condado Portucalense e mais tarde a Portugal.
Ao longo dos seus cerca de quase mil anos de história esta família tem, teve mais do que um solar onde buscar as suas origens, o primeiro registo do Solar desta família encontra-se nos territórios da então medieval Commarca de Villa Real localizado entre Rio Tua e o Rio Tâmega em terra denominadas de Panoyas, denominação esta que provem de uma antiga cidade desse nome com origem na ocupação romana, e localizada próximo ao lugar de "Val dos Nugueiraas", actual Vale de Nogueiras, sitio em cujas ruínas é possível encontrar descrições com caracteres romanos.
O segundo Solar dos Sousa e onde terá ido buscar o nome, encontra-se nos territórios de entre o Rio Minho e o Rio Douro, nas junções dos concelhos de Riba Tâmega, a antigamente a ainda usualmente denominada Terra de Sousa e que fica nas margens do Rio Sousa, local onde se encontra o Mosteiro de Pombeiro, ocupado pelos religiosos da Ordem de São Bento.
O Livro Antigo das Linhagens nomeia esta família de entre as vários a quem o faz, e fá-lo dizendo: "A primeira dos Sousas; a segunda Linhagem de D. Alão; a terceira dos Moyas; a quarta de Bayão e a quinta dos de Ribadouro".

## Relações familiares
Foi filho de Flávio Teodósio de Coimbra, conde de Coimbra e de Munia Sueira de Coimbra, condessa de Coimbra, filha de D. Soeiro príncipe Godo. Casou com Munia Ribeiro cerca de (875 -?) de quem teve:
1. D. Hugo Soares Belfaguer (c. 880 - 950) casou com Mendola Belfaguer.

## Etimologia
O nome Soeiro seria de origem celtíbera significando "bom homem" ("su-wiros"), e seu cognome Belfaguer seria uma variante do nome masculino alemão "Baldger"; do gótico *𐌱𐌰𐌻𐌸𐌰- (*balþa-) significando "ousado(a)" e *𐌲𐌰𐌹𐍂 (*gair, ou  *𐌲𐌰𐌹𐍃 *gais), "lança de atirar".